# Albert Steigenberger

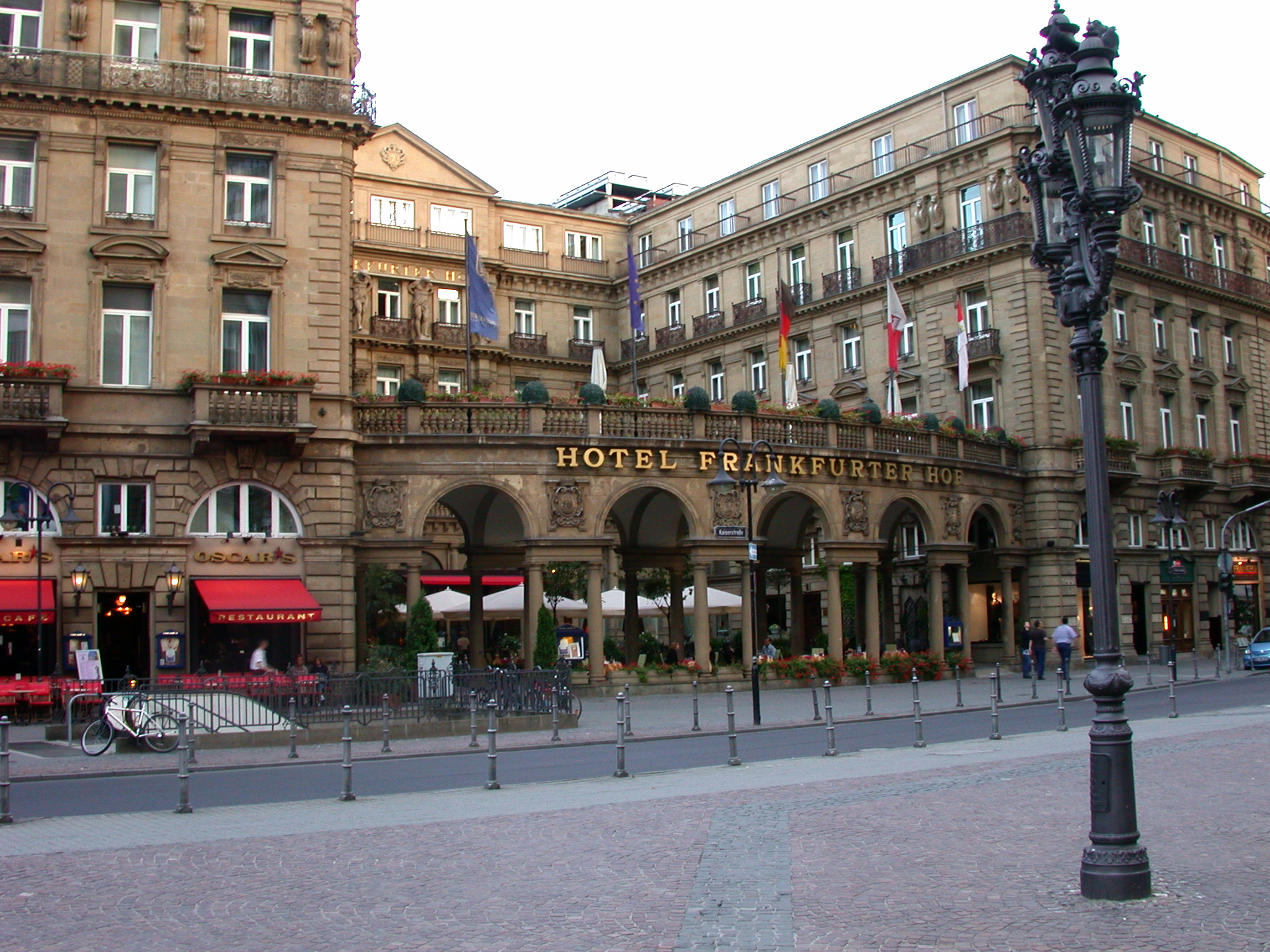
Frankfurter Hof, Frankfurt am Main

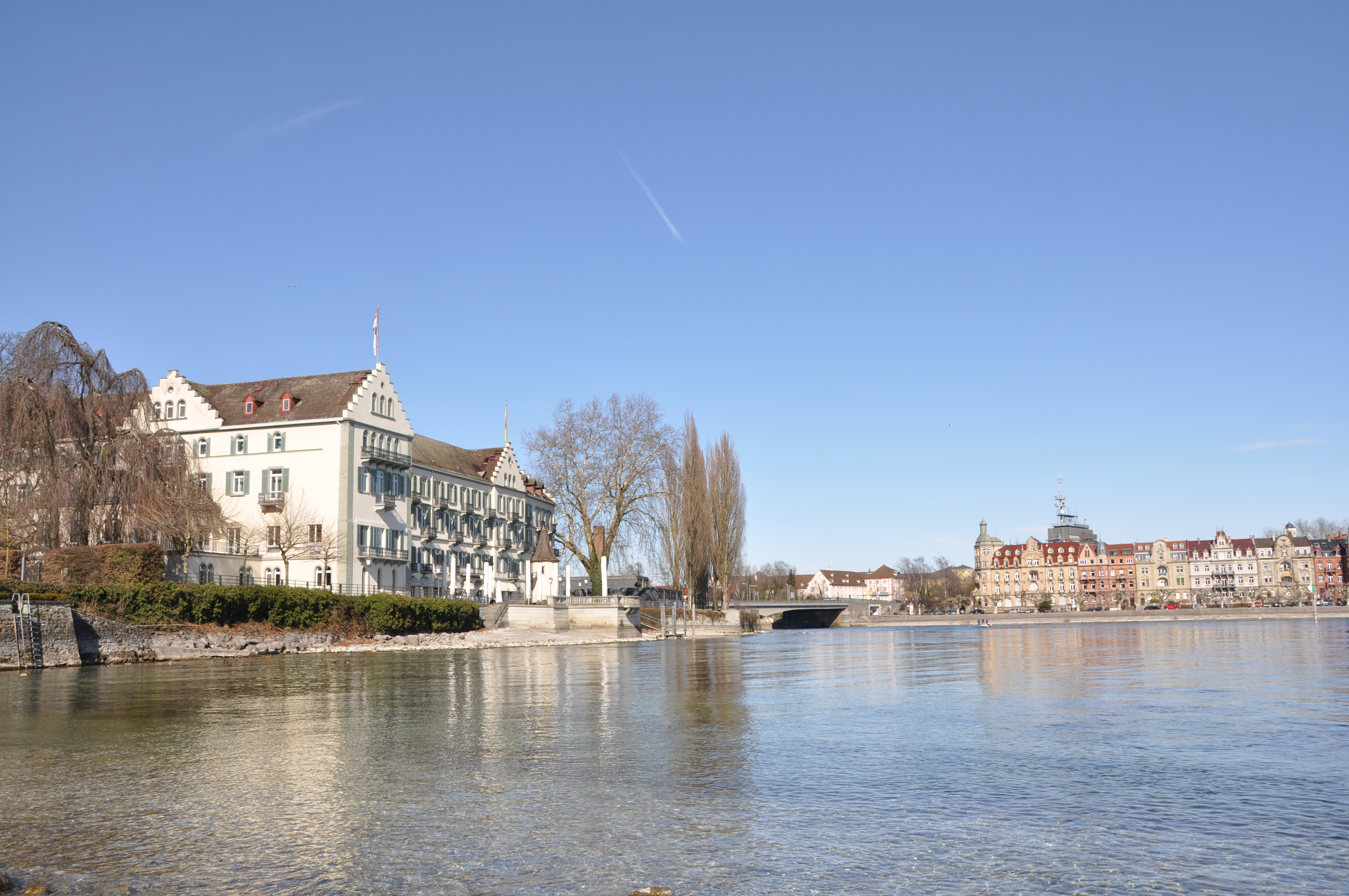
Inselhotel Konstanz

Aktie über 1000 DM der A. Steigenberger Hotelgesellschaft KGaA vom Dezember 1954

Albert Steigenberger (* 3. November 1889 in Deggendorf; † 19. Oktober 1958 in Frankfurt am Main) war ein deutscher Hotelier und Gründer der Steigenberger Hotels.

## Leben
Der Sohn eines Textilkaufmanns erhielt im kleinen Familienunternehmen seine kaufmännische Ausbildung, sammelte 1912 in den USA praktische Erfahrungen und modernisierte nach der Rückkehr das väterliche Unternehmen, dem er eine Spinnerei hinzufügte.
Nach dem Ersten Weltkrieg stieg er ins Stromversorgungs- und Grundstücksgeschäft ein, übernahm 1930 als Schuldtitel das Hotel „Europäischer Hof“ in Baden-Baden und schuf aus diesen Anfängen eine leistungsfähige Hotelkette in Westdeutschland. 
Zur A. Steigenberger Hotelgesellschaft KGaA gehörten bis zu seinem Tod unter anderem das „Drei Mohren“ in Augsburg, der „Frankfurter Hof“ in Frankfurt am Main, „Ritters Park-Hotel“ in Bad Homburg vor der Höhe, der „Badische Hof“ in Baden-Baden und das „Park Hotel“ in Düsseldorf. Daneben betrieb Steigenberger eine Weingroßhandlung und Sektkellerei, eine Wäschefabrik und Großgaststätten in Frankfurt am Main und Stuttgart. 
Sein Sohn Egon Steigenberger (1926–1985) übernahm das Familienunternehmen. Nach dem Tod Egons 1985 wurde die Hotelgesellschaft bis zum Verkauf an den ägyptischen Tourismus-Konzern Travco im August 2009 von Anne-Marie Steigenberger, der Witwe Egon Steigenbergers, sowie den Töchtern Christine, Claudia und Bettina Steigenberger in einer Aktiengesellschaft geführt. 
Der Enkelsohn Albert Steigenberger jr. hatte sich sein Erbe von 25 Millionen DM auszahlen lassen. 
Die Familie besaß bis zum Verkauf an Travco 99,6 Prozent der Aktien.

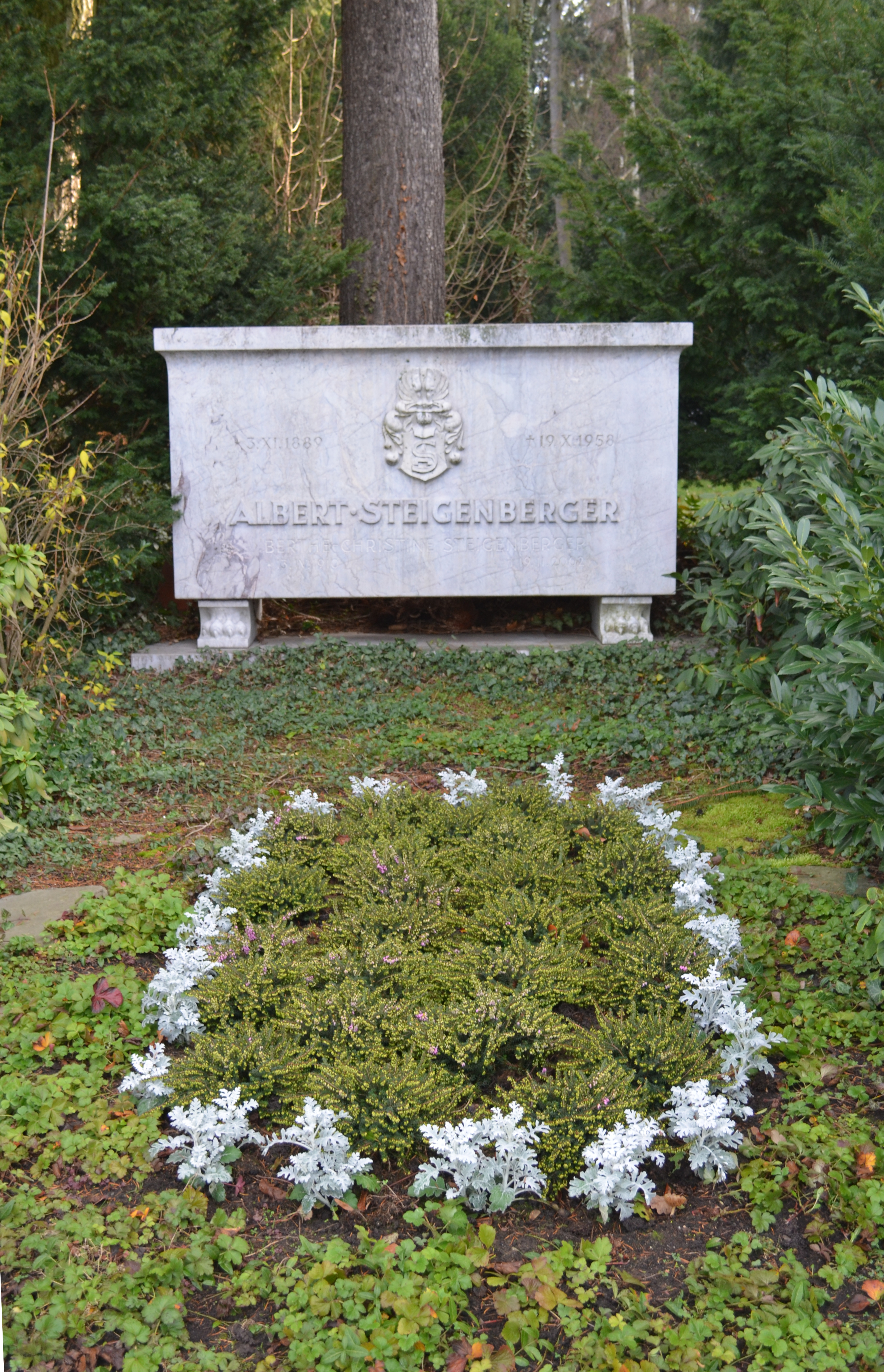
Grab von Albert Steigenberger

Er ist auf dem Hauptfriedhof in Frankfurt am Main begraben.

## Ehrungen
- 1955: Verdienstkreuz (Steckkreuz) der Bundesrepublik Deutschland